# Grands Lacs (Amérique du Nord)
Pour les articles homonymes, voir Grands Lacs.
Les Grands Lacs d'Amérique du Nord forment un groupe de cinq vastes lacs situés sur ou près de la frontière entre le Canada et les États-Unis en Amérique du Nord. Ils constituent le groupe de lacs d'eau douce le plus étendu au monde avec une superficie de 245 060 km2 et un volume de 22 735 km3. Associé au fleuve Saint-Laurent, émissaire du lac Ontario, le complexe constitue le deuxième plus important système d'eau douce de surface du monde, après le lac Baïkal en Russie, avec approximativement 18 % des réserves mondiales.

## Description
Quatre des Grands Lacs chevauchent la frontière canado-américaine. Seul le lac Michigan se situe entièrement sur le territoire des États-Unis. 
Un sixième, le lac Sainte-Claire, se trouve entre les lacs Huron et Érié et est relié à chacun d'eux. Ce plus petit lac fait également partie du système, mais il n'est pas compté officiellement parmi les Grands Lacs. En fait, on peut observer des milliers de petits lacs dans cette région.
Les Grands Lacs se jettent dans le fleuve Saint-Laurent. Ils contiennent environ 18 % de l'eau douce liquide de la surface de la Terre : 22 735 km3. 
La surface cumulée des lacs est de 245 060 km2, environ la même taille que le Royaume-Uni. Les côtes des Grands Lacs mesurent approximativement 16 900 km. Toutefois, la longueur des berges est impossible à mesurer exactement et ne constitue pas une mesure bien définie.

Lac Supérieur.
Lac Michigan.
Lac Huron.
Lac Érié.
Lac Ontario.

### Toponymie

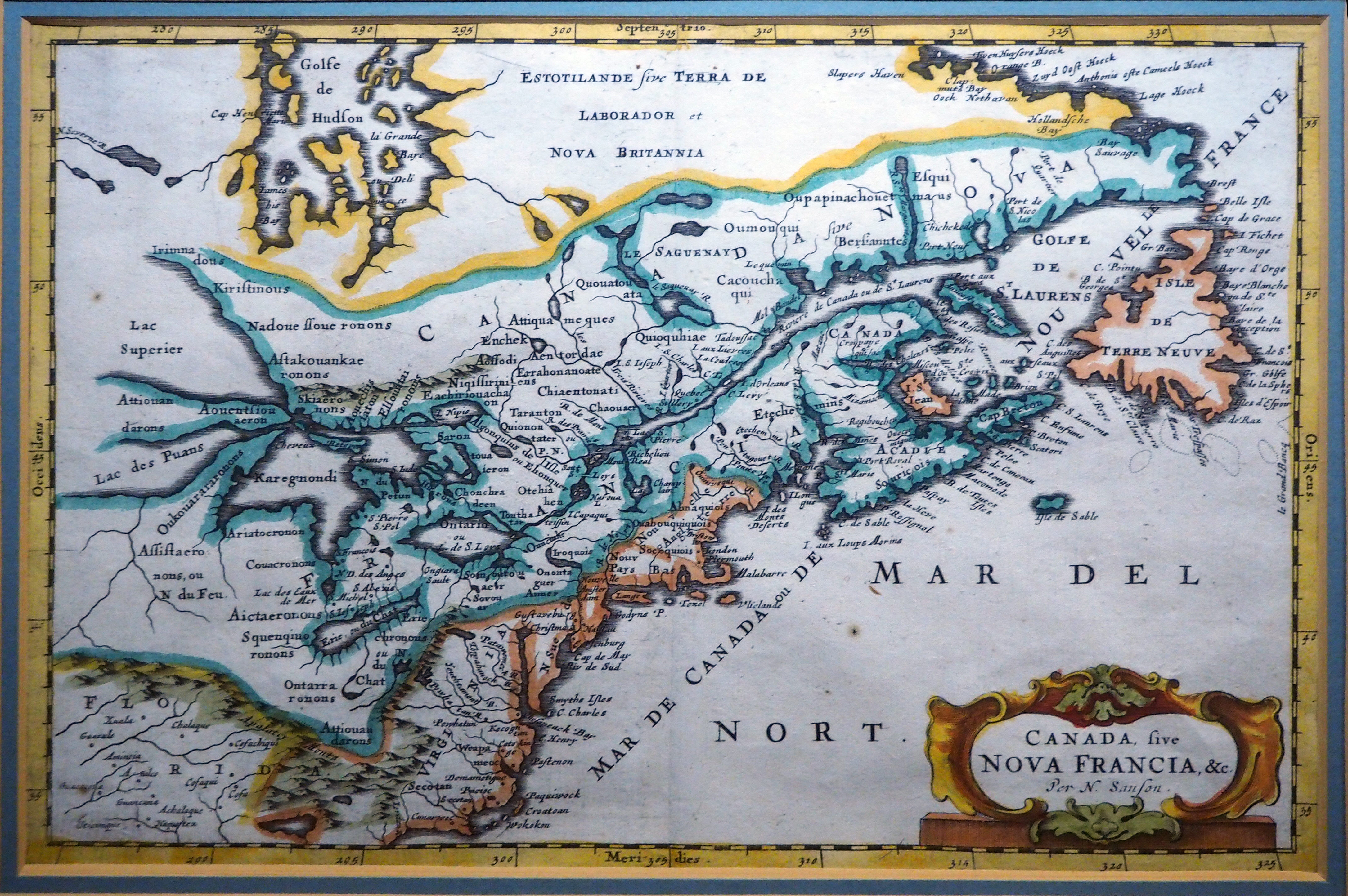
Carte de la Nouvelle-France par Nicolas Sanson (1650).

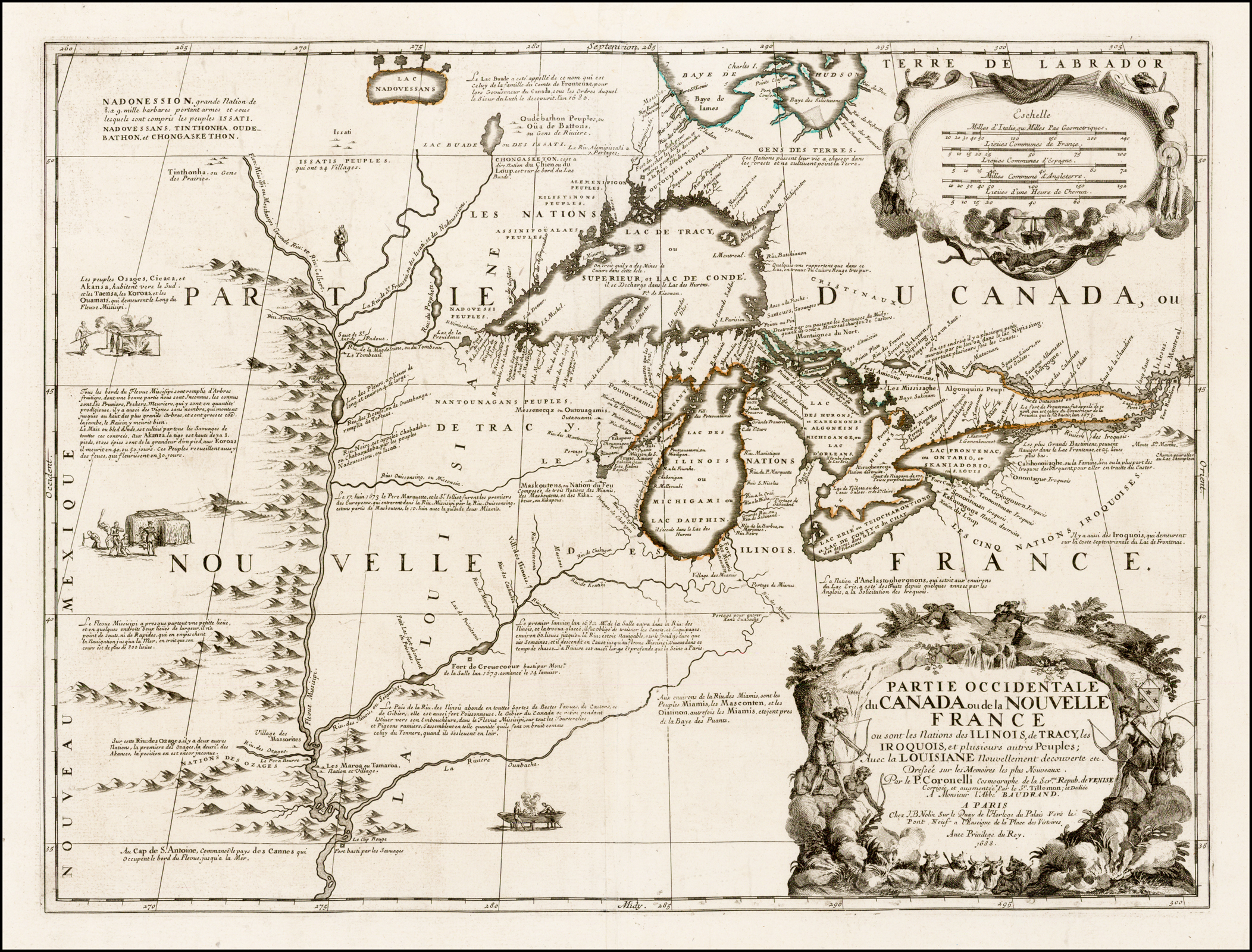
Carte de Vincenzo Coronelli, Partie occidentale du Canada... (1688).

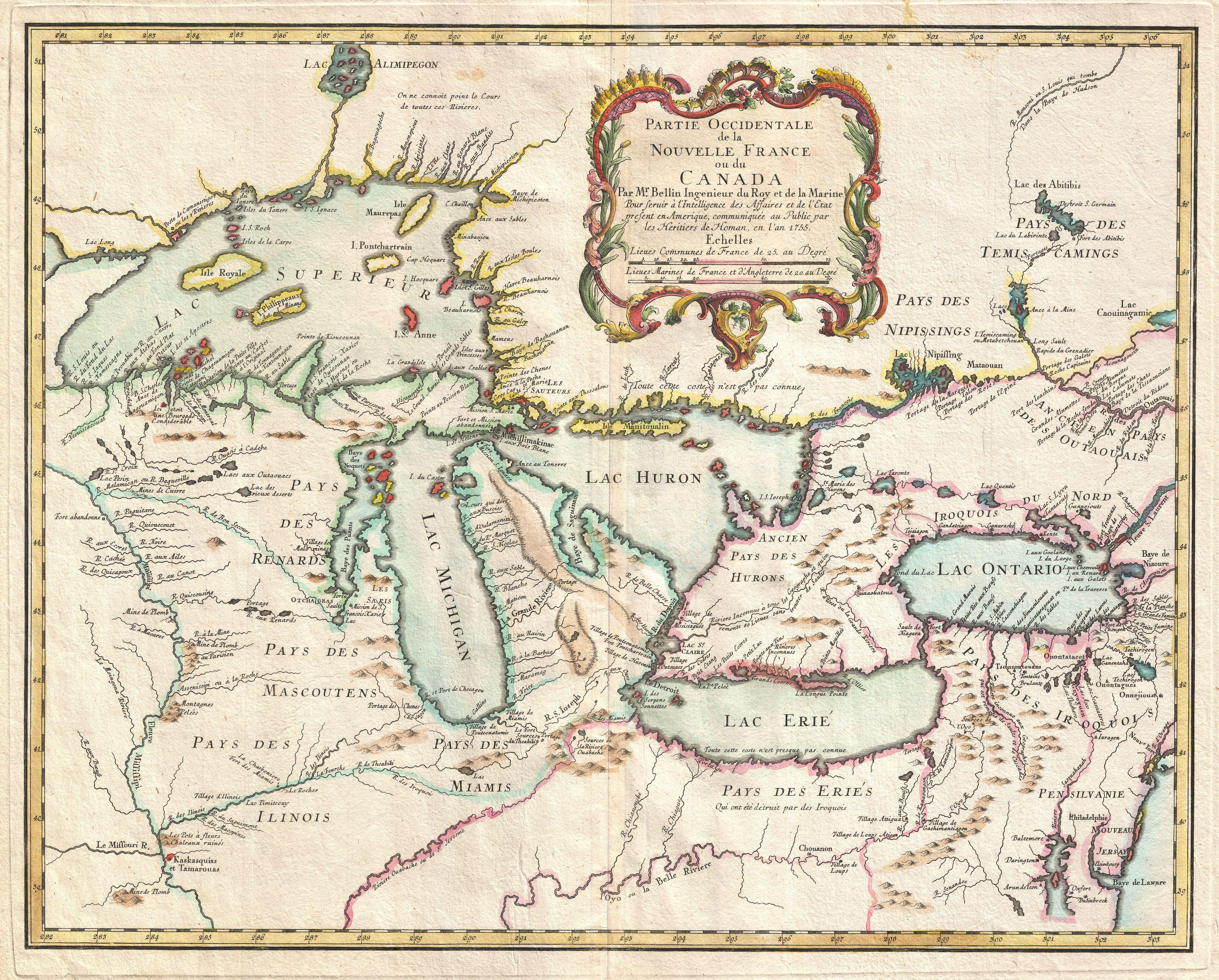
Carte de Bellin (1755).

Encore au XVIIe siècle, les Grands Lacs ne portent pas leurs noms définitifs.
- Lac Supérieur : lac de Condé, lac Almepigou[4], lac Tracy ;
- Lac Michigan : lac des Illinois, lac Michigami, lac Dauphin, lac des Puans ;
- Lac Huron : lac des Hurons, lac Karegnondi, lac des Algonkins, lac Michigange, lac d'Orléans ;
- Lac Érié : lac Téjocharontiong[5], lac de Conty, lac du Chat, lac Orswego, lac Okswego ;
- Lac Ontario : lac Frontenac, lac Skaniadorio, lac Saint-Louis, lac Cataraqui ou Katarakui.

### Caractéristiques
| Lac           | Superficie (km2) | Altitude (m) | Profondeur maximale (m) | Profondeur moyenne (m) | Volume (km3) | Durée de rétention (an) |
| Lac Supérieur | 83 000           | 183          | 406                     | 147                    | 12 201       | 191                     |
| Lac Huron     | 59 600           | 177          | 230                     | 59                     | 3 516        | 22                      |
| Lac Michigan  | 57 800           | 177          | 281                     | 85                     | 4 913        | 99                      |
| Lac Érié      | 25 900           | 175          | 65                      | 19                     | 492          | 2,6                     |
| Lac Ontario   | 18 760           | 75           | 244                     | 86                     | 1613         | 6                       |

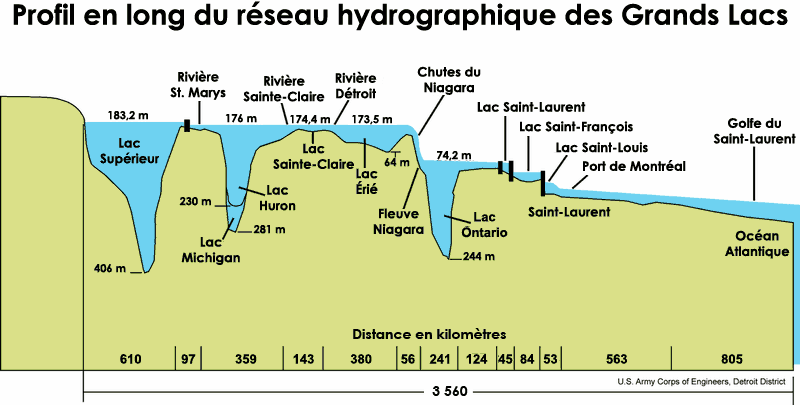
Profil en long du réseau hydrographique des Grands Lacs.

Le lac Michigan et le lac Huron ont atteint des records de bas niveau en 2013.

## Formation et géomorphologie

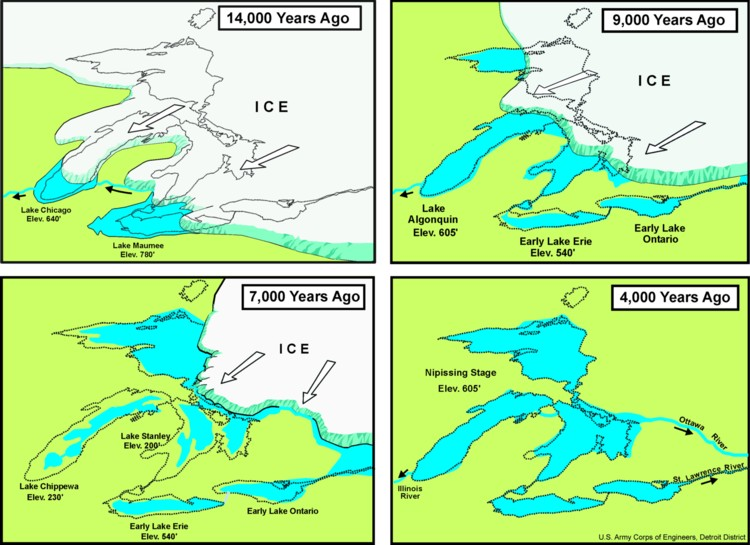
Les Grands Lacs ont une origine glaciaire.

Les Grands Lacs se sont formés à la fin de la dernière ère glaciaire (glaciation du Wisconsin), il y a environ 10 000 ans, quand l'inlandsis laurentidien recula en laissant de grandes quantités d'eau de fonte.
La région des Grands Lacs fait partie de la grande dépression centrale d'Amérique du Nord s'étendant vers le sud en direction de la plaine du Mississippi.

## Climat

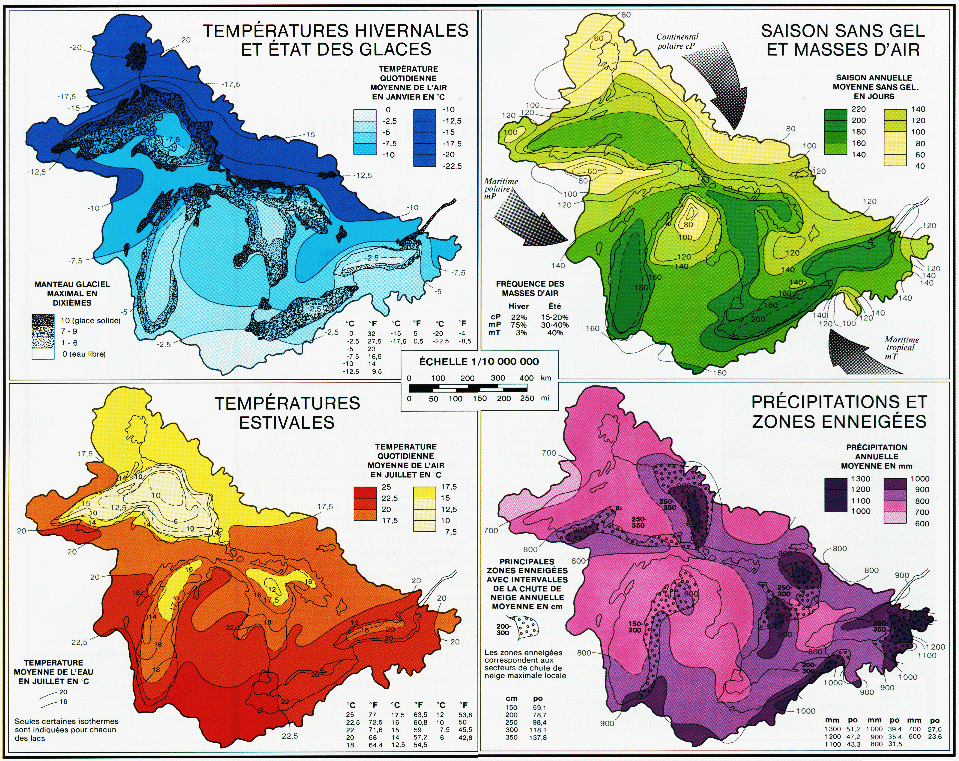
Diagrammes climatologiques de la région.

Le bassin des Grands Lacs est influencé par quatre facteurs météorologiques principaux : les masses d'air provenant d'autres régions, la situation à l'intérieur du continent et l'influence modératrice de la masse d'eau qu'ils représentent. La circulation des systèmes météorologiques est en général est-ouest mais les vents en surface varient selon la position de ces systèmes et font alterner des apports de chaleurs et d'humidité venant du golfe du Mexique et de l'air sec et froid de l'Arctique ce qui donne une grande variabilité quotidienne et mensuelle.
En été, les dépressions ont tendance à passer au nord de la région ce qui permet à l'air chaud et humide du golfe du Mexique de dominer. Cette situation est propice à la formation de smog et les vents généralement du sud-ouest peuvent également en apporter du bassin industriel du Midwest. Le passage de fronts froids qui amènent de l'air plus froid en altitude rend la masse d'air instable et déclenche des orages parfois violents. L'ensoleillement réchauffe également la couche d'eau superficielle des lacs et une thermocline se forme entre la surface et les couches inférieures. Les eaux moins profondes du lac Érié sont particulièrement affectées par ce phénomène.
En hiver, la région est caractérisée par le passage de plus en plus au sud des dépressions provenant de l'ouest ou du sud-ouest. Ceci donne des tempêtes de neige qui peuvent se changer en pluie verglaçante ou même en pluie sur les secteurs sud. Dans les anticyclones qui dominent les mois les plus froids, l'air arctique passant au-dessus des lacs non gelés va donner des bourrasques de neige dans les zones côtières sous le vent dominant appelées « Snow Belt » par les anglophones. Les averses associées à ces bourrasques peuvent laisser de très grandes quantités de neige le long d'une bande étroite de la côte comme dans le cas de la tempête de neige Aphid du 12-13 octobre 2006.
La libération de la chaleur emmagasinée par les lacs tempère cependant le climat près du rivage ; et des parties du sud de l'Ontario, du Michigan et de l'ouest de l'État de New York ont des hivers plus cléments que des régions continentales situées plus loin des rives. Malgré tout la température de surface des lacs diminue graduellement et un couvert de glace se forme généralement sur le lac Érié au cours de l'hiver, situation amplifiée par sa plus faible profondeur. Les autres lacs gardent le plus souvent certaines zones sans glace. Les bourrasques diminuent donc d'intensité plus tard en saison à mesure que la glace recouvrent les lacs.
Le printemps et l'automne sont caractérisés par un temps variable lorsque les dépressions passent rapidement sur la région. Le ciel est plutôt nuageux, les orages occasionnels et les vents violents fréquents. La tempête de 1913 sur les Grands Lacs est un tel exemple de très forte tempête automnale.
Au début du printemps, l'air plus chaud et l'ensoleillement qui augmente commencent à faire fondre la neige et la glace lacustre. Comme l'eau prend plus de temps à se réchauffer que l'air, la température des lacs augmente plus lentement que les terres. Les brises des lacs rafraîchissent donc le climat durant cette période. L'effet inverse se produit à l'automne. Ce phénomène retarde le bourgeonnement des feuilles et la floraison des plantes au printemps mais protège du gel les arbres fruitiers à l'automne. Ceci permet une zone végétative près des rives ouest des lacs de même que plus au sud, favorisant en particulier l'exploitation de vignobles.

## Région des Grands Lacs et géographie humaine

Carte de l'Ontario et des huit États américains bordant les Grands Lacs.

Huit États américains et une province canadienne (Ontario) bordent les Grands Lacs :
| État/Province | Population 2019 | Superficie (km2) |
| ------------- | --------------- | ---------------- |
| Illinois      | 12 671 821      | 149 998          |
| Indiana       | 6 732 219       | 94 321           |
| Michigan      | 9 986 857       | 250 494          |
| Minnesota     | 5 639 632       | 225 171          |
| New York      | 19 453 561      | 141 299          |
| Ohio          | 11 689 100      | 116 096          |
| Ontario       | 14 566 547      | 1 076 395        |
| Pennsylvanie  | 12 801 989      | 119 283          |
| Wisconsin     | 5 822 434       | 169 639          |
| Total         | 99 364 160      | 2 342 696        |

Environ 30 millions de personnes habitent dans le bassin des Grands Lacs. Plusieurs métropoles se situent sur les rives de ces lacs : les plus peuplées sont Chicago, Toronto, Détroit, Milwaukee et Cleveland rassemblées dans un espace transfrontalier appelé Main Street America. La région des Grands Lacs est également un bassin industriel important.

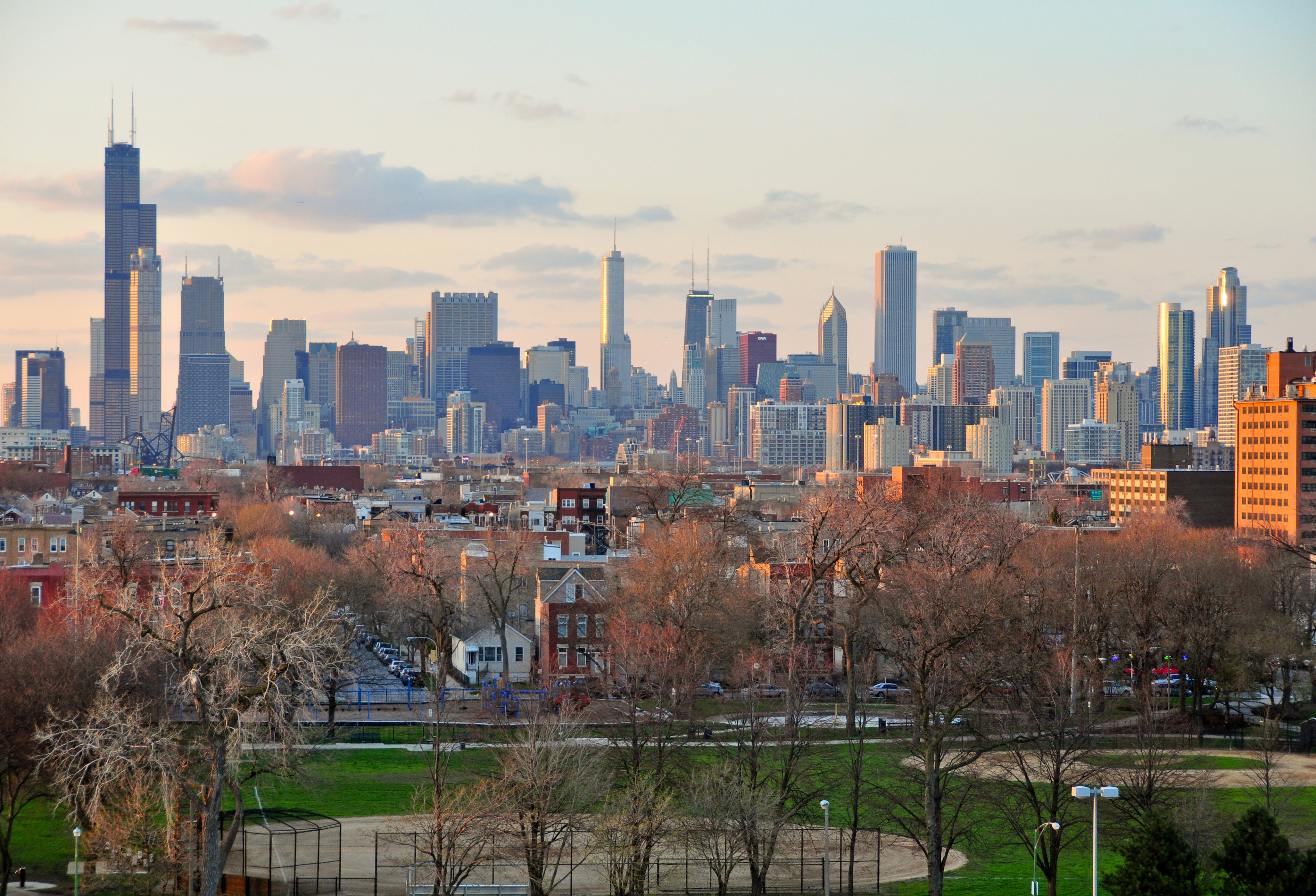
Chicago, États-Unis.
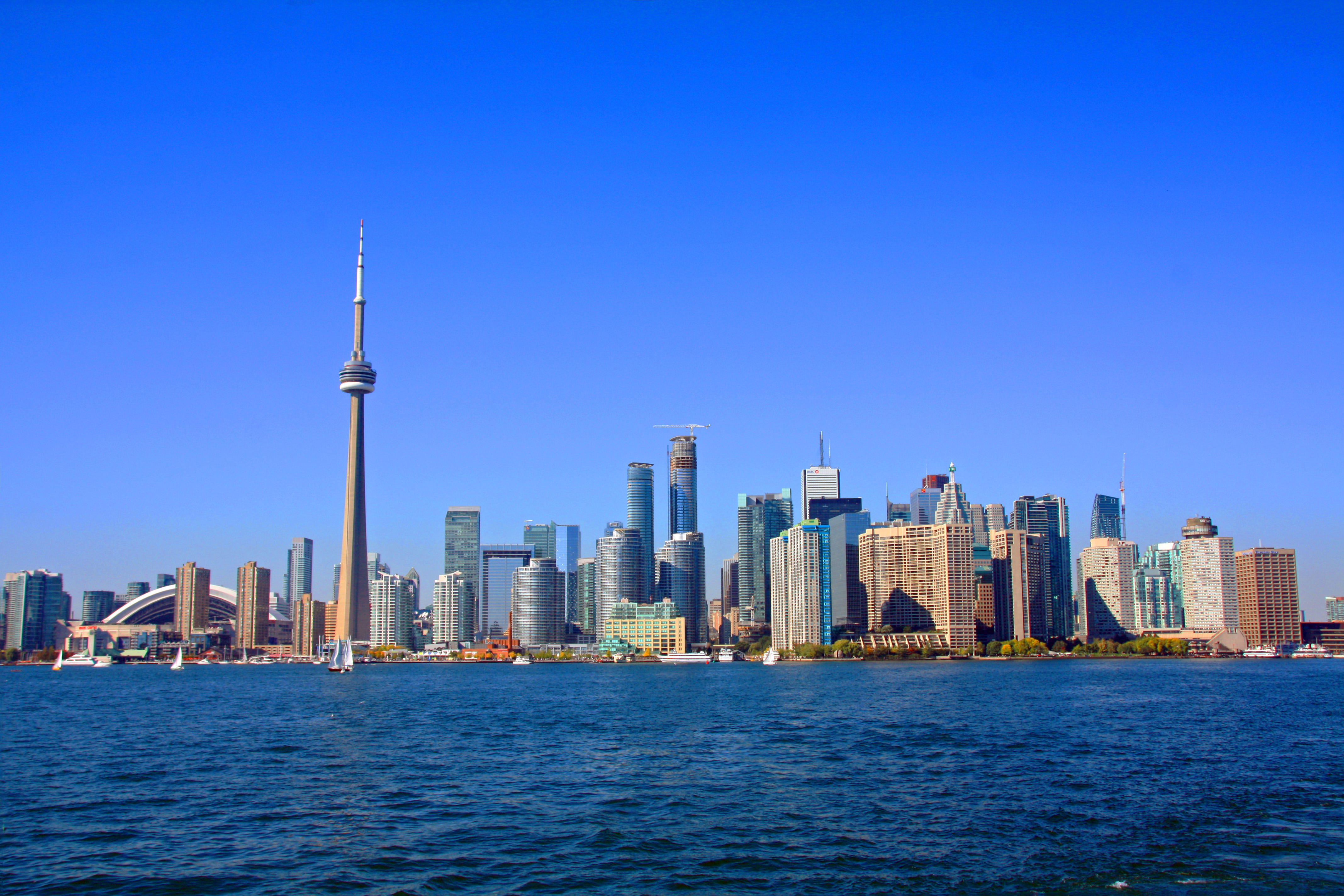
Toronto, Canada.
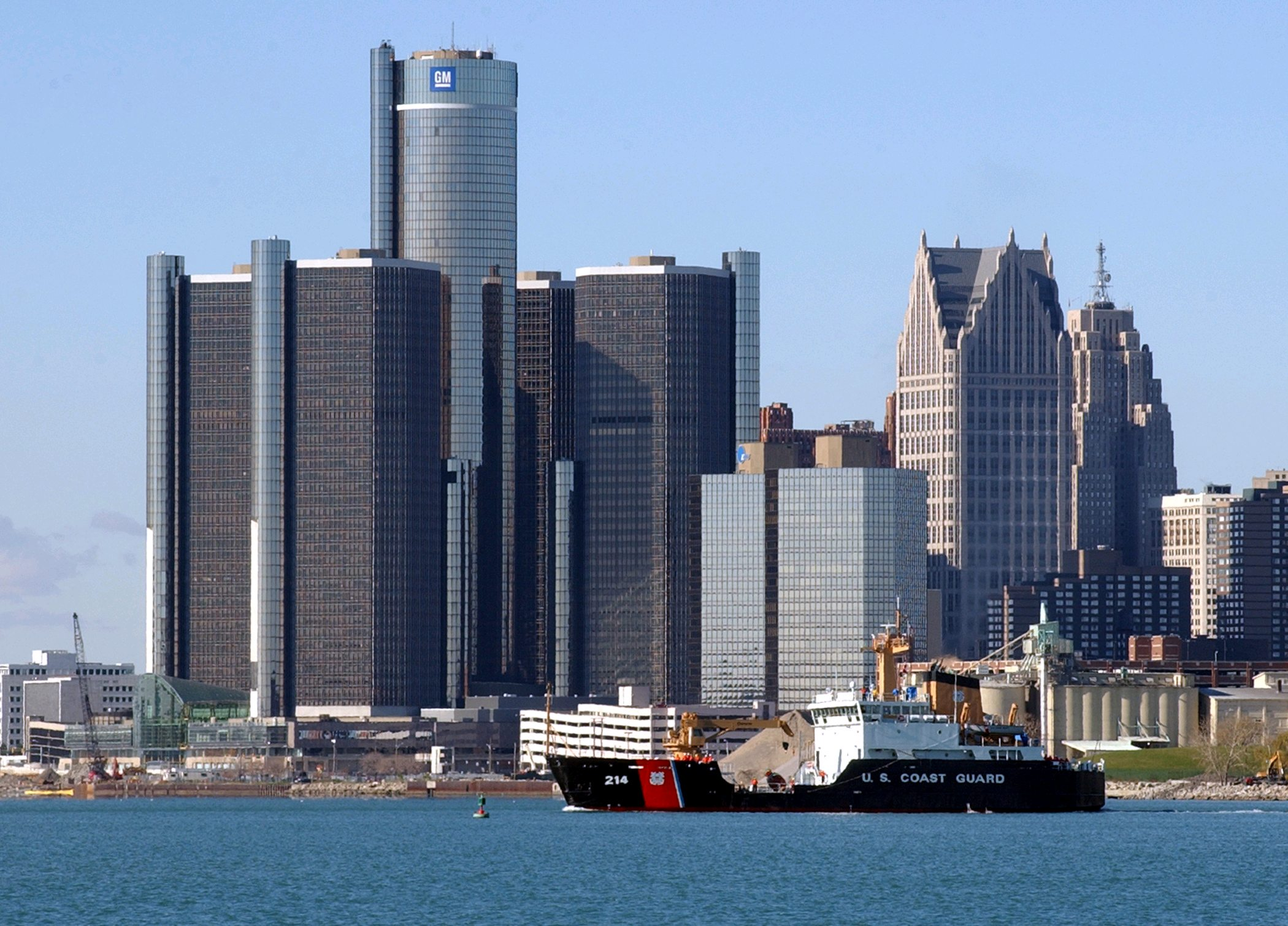
Détroit, États-Unis.
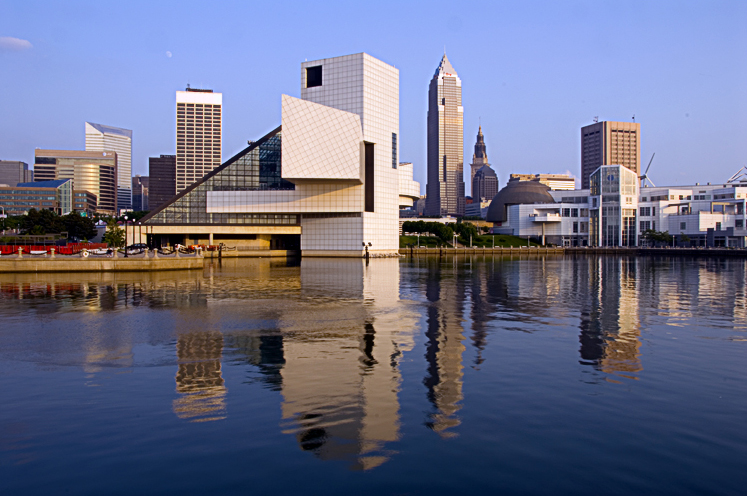
Cleveland, États-Unis.

## Utilisation et gestion de l'eau
Les grands lacs contiennent 22 684 km3 d'eau douce, ce qui compte pour 84 % de l'eau douce de surface de l'Amérique du Nord et environ 21 % de l'eau douce de surface mondiale.

### Consommation
Bien qu'ils contiennent un grand pourcentage de l'eau douce du globe, les Grands Lacs sont peu exploités pour leur eau. Ils ne sont la source que d'une faible part de l'eau potable consommée en Amérique du Nord (environ 4,2 %). L'eau constitue avant tout, de manière générale, une ressource de proximité qui ne peut être facilement exportée. De plus la quantité d'eau annuelle renouvelable, bien que très importante, n'est pas plus élevée que pour beaucoup de grands fleuves du monde. Celle-ci peut être approximée au débit annuel du fleuve Saint-Laurent, l'émissaire du système, à la sortie du lac Ontario. Une partie importante de l'eau consommée par les villes bordant les lacs provient plutôt des cours-d'eau et des nappes qui alimentent les lacs, tandis que les lacs eux-mêmes sont fréquemment le réceptacle finale des eaux usées après épuration. Cependant l'eau usée rejetée par l’agglomération de Chicago alimente le Chicago Sanitary and Ship Canal, navigable, et est donc détournée vers le bassin du Mississippi. C'est également le cas d'une partie des villes située le long du canal Érié, ce qui détourne une petite quantité d'eau vers l'Hudson. La région des Grands Lacs n'ayant pas de surface significative d'agriculture irriguée (avec évapotranspiration de l'eau), la consommation nette (en excluant l'eau qui retourne dans le système) est très faible en comparaison de la ressource.

### Navigation
Les Grands Lacs constituent depuis le début de la présence humaine une importante voie de communication fluviale. À partir du XIXe siècle, de grands ouvrages (canaux, déversoirs, écluses, ports) ont permis à ce mode de transport de s'accélérer considérablement. Parallèlement à la construction du réseau ferroviaire, les Grands Lacs ont ainsi été reliés à l'océan Atlantique, via le fleuve Saint-Laurent, et au Golfe du Mexique, via le Mississippi. Ceci permit notamment l'essor de Chicago, devenue une plaque tournante pour les céréales et le bétail, exportés ensuite en Europe. 
Ces ouvrages ont été refaits et augmentés durant les années 1950 et constituent maintenant la voie maritime du Saint-Laurent créée en 1959. Celle-ci relie, sur plus de 1 000 km, l'océan Atlantique aux importants ports situés sur les différents lacs et le continent à l'ouest du Lac Supérieur. Elle est donc un débouché économique pour les Grandes Plaines américaines et les Prairies canadiennes grâce au trafic combiné par navire cargo et transport ferroviaire au Canada ou transport ferroviaire aux États-Unis. De grands navires, les vraquiers, ou laquiers ont été spécialement conçus pour la navigation sur les Grands Lacs.

### Gestion internationale
Une « Entente sur les ressources en eaux durables du bassin des Grands Lacs et du fleuve Saint-Laurent » encadre la gestion de l'eau.
« Le Conseil régional des ressources en eau des Grands Lacs et du fleuve Saint-Laurent (Conseil régional) a été créé le 13 décembre 2005 lors de la ratification de l’Entente sur les ressources en eaux durables du bassin des Grands Lacs et du Fleuve Saint-Laurent par les gouverneurs des États des Grands Lacs, ainsi que les premiers ministres de l’Ontario et du Québec. »
Une base de données permet de documenter les utilisations annuelles par les États et Provinces riveraines.

## Pollution et protection des Grands Lacs

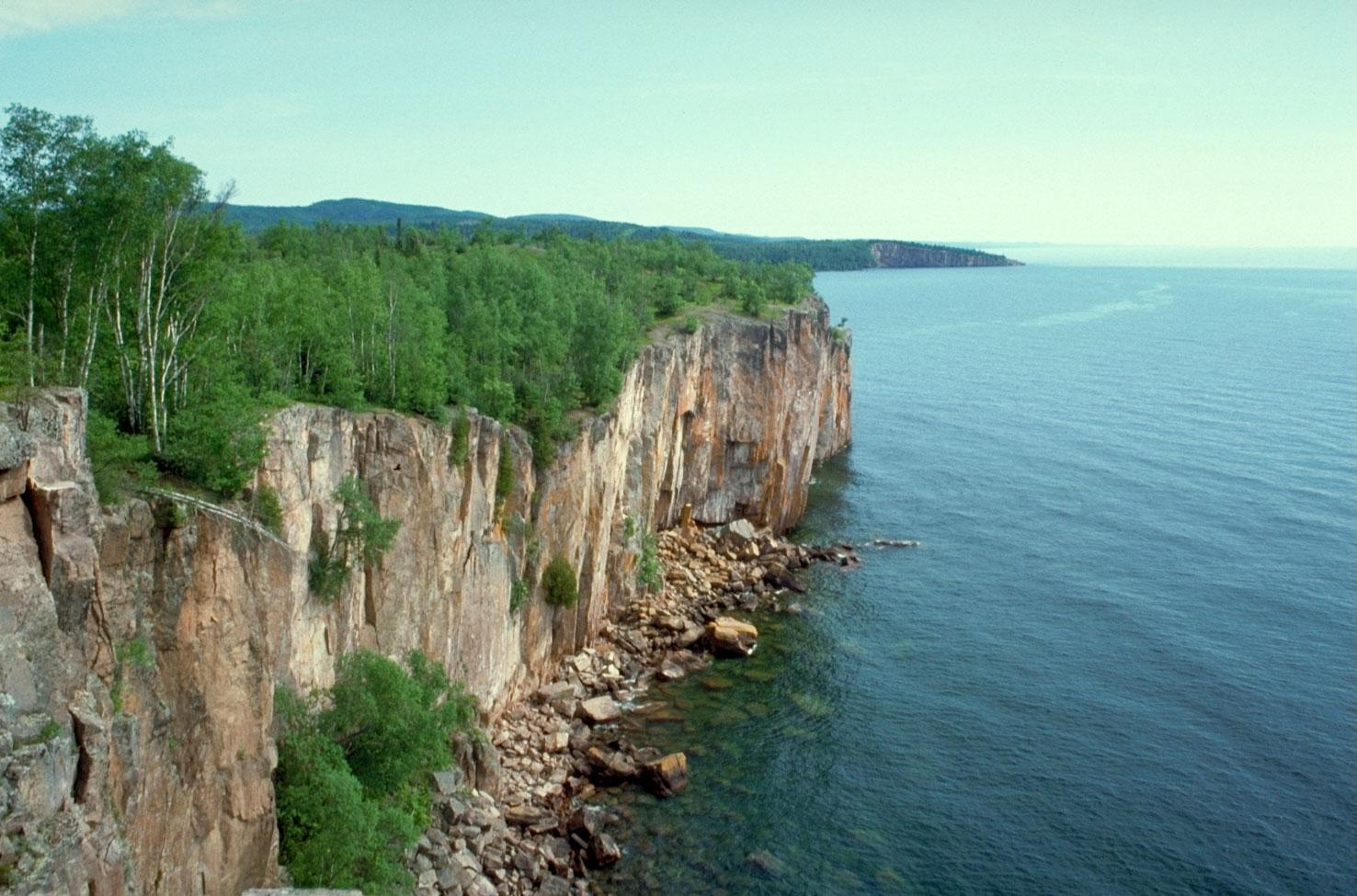
Falaise bordant le lac Supérieur.

Malgré leur taille, les Grands Lacs ont connu une pollution de l'eau croissante et localement alarmante par les métaux lourds et divers produits chimiques (à partir de Toronto et Hamilton notamment). La non-tarification de l'eau et les bas coûts de l'énergie et du bois, ainsi que les facilités de transport par voie d'eau ont attiré autour des Grands Lacs des usines métallurgiques, des papeteries, des usines chimiques, de production d'automobiles et de nombreux autres produits manufacturés qui ont massivement pollué ces lacs durant plus d'un siècle pour certaines. Des produits rémanents métalliques et des POP liposolubles se retrouvent dans toute la chaîne alimentaire, jusque chez les bélugas et baleines de l'estuaire du Saint-Laurent.
Les lacs reçoivent des sels de déglaçage résultant du déneigement des routes. Ils subissent une eutrophisation d'origine agricole et urbaine (eaux usées) qu'ils ne peuvent dégrader. À ceci s'ajoutent des problèmes écologiques graves et nouveaux liés aux concentrations croissantes de produit affectant la fertilité ou se comportant comme des leurres hormonaux, ou liés à l’introduction d'espèces invasives (Moule zébrée par exemple). 
Tous les lacs (le lac Ontario en particulier) sont aussi concernés par une pollution par les nano- et microplastiques,,, polluants qu'on a aussi trouvé dans les cours d'eau qui alimentent les grands lacs.

### Programmes de protection internationaux et locaux
Au Canada, les services en environnement et ressources naturelles veillent à la protection des Grands Lacs en ciblant « les menaces pour la qualité de l’eau des Grands Lacs et la santé de leur écosystème ».
Depuis les accords signés à partir de 1978 entre les États-Unis et le Canada, divers programmes de réhabilitation et de suivi sont en cours pour dépolluer les lacs et décontaminer le fleuve Saint-Laurent, avec les gouvernements, collectivités, écoles et ONG, avec des résultats plus ou moins significatifs selon les polluants. Les émissions acides industrielles ont été fortement réduites, mais d'autres polluants continuent à poser des problèmes.
En 1980, la Commission mixte internationale Canada États-Unis avait identifié 42 sites prioritaires jugés « préoccupants » en raison de la gravité de la pollution de leurs eaux. Il faut aussi lutter contre la pollution de l'air : les pluies qui lessivent les panaches de pollution deviennent acides et contiennent du mercure, des pesticides, des nutriments et de nombreux polluants émis par les usines, les véhicules et les villes : de 90 à 95 % des produits chimiques qui contaminent le lac Supérieur auraient une origine atmosphérique.